# Święty Arbogast
Święty Arbogast, znany też jako Arbogast ze Strasburga (zm. 678) – święty czczony w Kościele katolickim i prawosławiu. Pełnił funkcję biskupa w Strasburgu.
Niewiele wiadomo o jego życiu. Niektóre źródła informują, że pochodził z Akwitanii, inne mówią, że pochodził z Irlandii lub Szkocji. W 550 roku przybył jako misjonarz do Alzacji i osiadł w lesie Hagenau prowadząc życie pustelnicze. Przypisywano mu liczne cuda dokonanywane dzięki jego modlitwom (m.in. uzdrowienia).
Król frankijski Dagobert II mianował go biskupem w Strasburgu. Jako biskup Arbogast budował kościoły i klasztory (m.in. strasburską katedrę NMP). Jego rządy spowodowały rozkwit miasta. Uważany był za głównego założyciela chrześcijaństwa w Alzacji.
Według jednej z legend Arbogast przywrócił do życia Siegeberta, syna Dagoberta II, który zginął w wypadku podczas polowania.
Zmarł w 678 w Strasburgu, którego jest patronem. Jest również patronem chorych na depresję. Wzywany też bywa w przypadku przygnębienia i przy chorobach stóp. 
Jego święto w Kościele rzymskokatolickim przypada 21 lipca.